# Orso Bianco (capo indiano)
Orso Bianco (Satanta o Set'tainte) (1820 circa – Huntsville, 11 ottobre 1878) è stato un capo guerriero Kiowa.
Nacque attorno al 1820, durante il dominio delle tribù delle pianure, probabilmente lungo il fiume Canadian nel campo invernale tradizionale della sua tribù. Fu uno dei più famosi e degli ultimi capi guerrieri Kiowa, si guadagnò una reputazione di eccezionale guerriero e a vent'anni divenne sottocapo della tribù, sotto Piccola Montagna (Dohäsan). Combatté con lui la prima battaglia di Adobe Walls e si guadagnò una fama immortale per l'uso che faceva di un corno per confondere le truppe in battaglia.

## Gioventù
Orso Bianco era figlio di capo Tipi Rosso e di una prigioniera spagnola e passò la gioventù sul fiume Arkansas godendosi la pace tra Kiowa e Comanche e conquistandosi una reputazione nelle spedizioni contro i Pawnee e le popolazioni deportate dall'est (in particolare Shawnee e Delaware). In particolare, nella primavera 1853, Orso Bianco, come tutti gli altri giovani capi della sua generazione, quali Lupo Solitario (Guipago), Orso Barcollante (Set-imkia), Cuore-di-Donna (Manyi-ten), Grande Arco (Zepko-ete), Orso Povero (Pa-tadal), e forse anche Uccello Scalciante (Tene-angopte), partecipò, al seguito di Piccola Montagna e Orso Seduto (Satank), alla grande battaglia combattuta dai Comanche, Kiowa, Cheyenne, Arapaho contro i Pawnee, Shawnee e Delaware, nella quale le nazioni delle pianure, dopo un iniziale successo, furono sconfitte dal fuoco dei fucili in possesso dei nemici.

## Oratore e guerriero
Fu uno dei più famosi capi della sua nazione negli anni 1860–1870, conosciuto soprattutto per il coraggio come guerriero e per le abilità oratorie. Piccola Montagna (Dohäsan) fu il principale capo tribù fino alla propria morte, sopravvenuta nel 1866, mentre Orso Seduto (Satank). Orso Bianco, insieme a Lupo Solitario (Guipago), Uccello Scalciante (Tene-angopte) e altri (quali Grande Arco o Zepko-ete, Orso Barcollante o Set-imkia e Manyi-ten o Cuore-di-Donna), fu uno dei capi che negoziarono numerosi trattati con il governo statunitense negli anni 1860, compresi il trattato del Little Arkansas (1865) e il trattato di Medicine Lodge (1867). Sottoscrivendo il trattato di Medicine Lodge, Orso Bianco accettò il trasferimento dei Kiowa in una riserva. Quando la nazione non vi si trasferì, Lupo Solitario (che aveva rifiutato di firmare il trattato) e Orso Bianco furono arrestati dal tenente colonnello George Armstrong Custer e tenuti come ostaggi, con minaccia di impiccarli, fino alla migrazione forzata.

## Prima battaglia di Adobe Walls
Orso Bianco viene ricordato anche per la storia militare come sottocapo di Piccola Montagna (Dohäsan) nella prima battaglia di Adobe Walls. Mentre Piccola Montagna era al comando della nazione Kiowa e Orso Seduto (Satank) guidava la dominante società militare Koitsenko, i Kiowa e Kataka (cosiddetti Kiowa-Apache) e i Comanche si opposero alle truppe condotte dal col. Kit Carson nel novembre 1864. Carson, con cinque compagnie di cavalleria e due compagnie di fanteria (per un totale di 321 militari di truppa e 14 ufficiali), equipaggiate con due obici da montagna da 12 libbre, e circa 100 scouts Indiani (72 Ute e circa 30 Jicarilla Apache), assalì l'accampamento dei Kiowa di Piccola Montagna, ma la reazione dei guerrieri condotti da Lupo Solitario e il contrattacco guidato da Orso Barcollante e Orso Povero costrinsero i reparti di Carson alla ritirata. Orso Bianco viene ricordato non soltanto per aver collaborato, come Lupo Solitario e gli altri capi guerrieri, alla strategia di Piccola Montagna nelle ripetute cariche contro i volontari del Nuovo Messico, ma soprattutto per l'astuzia mostrata nel suonare continuamente una tromba allo scopo di confondere i comandi trasmessi alle truppe di Carson. Orso Bianco, quindi, avrebbe reso inutile il lavoro dei trombettieri di Carson in un giorno in cui le tribù delle pianure, anche grazie a questa astuzia, riuscirono a respingere le truppe statunitensi.

## Trattato di Medicine Lodge
A Medicine Lodge Orso Bianco, uomo alto e muscoloso, divenne noto come "oratore delle pianure", nonostante il titolo potrebbe essere stato un ironico riferimento ai discorsi prolissi piuttosto che alle sue reali capacità. Come molti trattati del tempo, questi accordi non riuscirono a pacificare la frontiera. Il trattato "garantiva" il controllo di un esteso terreno ai Kiowa, ma i coloni bianchi continuarono ad invadere le terre Kiowa e gli indiani, insoddisfatti dell'accordo che limitava il loro dominio ad una piccola riserva, continuarono a razziare gli insediamenti. Questa instabile situazione peggiorò notevolmente con la morte di Piccola Montagna (Dohäsan), l'ultimo capo Kiowa, nel 1866. Senza il suo carisma l'unità Kiowa si dissolse tra numerosi sottocapi; l'anziano Orso Seduto (Satank, Set-angia), capo della società militare Koitsenko e coevo di Piccola Montagna, non si dimostrò interessato alla successione, ma Uccello Scalciante (Tene-angopte), leader tendenzialmente favorevole alla pacifica convivenza coi bianchi, e Orso Bianco e Lupo Solitario (Guipago, Gui-pah-gho), decisi fautori di una linea più intransigente, entrarono in competizione per conquistare il ruolo di guida suprema della nazione Kiowa. La disputa tra i tre portò a numerose razzie nelle pianure meridionali dal Kansas al Texas durante l'autunno del 1866 e nel 1867. In un caso Orso Bianco ed un gruppo di Kiowa-Comanche razziarono il confine texano e, dopo aver ucciso James Box, ne catturarono la moglie e i quattro figli venduti poi all'esercito a Fort Dodge, in Kansas. Si dice che quella volta, a Fort Dodge, Orso Bianco, cercando ovunque del liquore, bevve per sbaglio una medicina animale e gli furono date pillole che lo resero ancora più malato. Per vendicarsi Orso Bianco bruciò il fieno di Mr. Coryell posto di fronte al forte ed uccise tre tagliaboschi.

## Fort Zarah
La fama di Orso Bianco crebbe dopo un confronto tra Kiowa e la cavalleria statunitense nei pressi di Fort Zarah, in Kansas, nel 1867. Un giovane guerriero Kiowa era stato ucciso nel campo civile nei pressi della fortezza, ed i Kiowa giunsero in massa per vendicarne la morte. La cavalleria, a sua volta, giunse per proteggere i civili. Orso Bianco riuscì a evitare lo scontro ma, quello stesso giorno, la cavalleria attaccò l'accampamento Kiowa. Orso Bianco comandò i guerrieri a difesa del campo mentre donne e bambini si ritiravano. Molti bambini furono uccisi durante la breve battaglia.

## Massacro di Washita
Nel 1868 il gen. Sheridan programmò una grande operazione militare destinata a risolvere stabilmente il problema della scomoda presenza delle nazioni indiane nelle pianure e il ten. col. George Armstrong Custer fu autorizzato a muovere verso l'alta valle del Washita River nel dicembre 1868. Dopo il massacro ai danni dei Cheyenne commesso dal 7º Cavalleria il 27/11/1868 e la reazione degli Indiani (Comanche, Kiowa, Arapaho) con la distruzione dello squadrone del magg. J. Elliott, il 17/12 Lupo Solitario e Orso Bianco, invitati a parlamentare con Custer, furono arrestati (sarebbero stati liberati soltanto nel febbraio 1869, dopo averli usati, minacciandone l'impiccagione, come strumento di ricatto per ottenere la resa dei Kiowa).

## Assalto alla carovana Warren
Nel 1871 Orso Bianco guidò vari attacchi alle carovane in Texas. La sua rovina giunse con l'assalto alla carovana Warren del 18 maggio 1871. Subito prima dell'attacco gli indiani, seguendo le indicazioni del "profeta" Mamanti, avevano permesso a una carrozza scortata da militari di passare illesa: a bordo della carrozza si trovava il generale William Tecumseh Sherman.
La carovana tentò di reagire disponendosi ad anello, e tutti i muli furono sistemati al centro del cerchio. Nonostante questo i guerrieri catturarono tutti i rifornimenti della carovana, uccisero e mutilarono sette dei componenti. In cinque riuscirono a fuggire. Quando il colonnello Ranald Slidell MacKenzie seppe dell'incidente informò Sherman. Sherman e Mackenzie cercarono i guerrieri responsabili della razzia. Orso Bianco si vantò di quanto aveva fatto, non nascondendo il coinvolgimento di Orso Seduto e Grande Albero, ma tacendo la presenza di Grande Arco, Cavallo Bianco e, probabilmente, anche Lupo Solitario; nonostante l'intervento di Lupo Solitario, armato e deciso a sparare ma ridotto alla ragione dall'imponente schieramento militare predisposto dal generale, Sherman lo arrestò personalmente.

## Processo a Orso Bianco e Grande Albero
Il generale Sherman ordinò il processo a carico di Orso Bianco e Grande Albero, nonché di Orso Seduto, il che li rese i primi capi nativi ad essere processati per le proprie razzie in un tribunale statunitense. Sherman fece trasferire i tre capi Kiowa a Jacksboro (Texas) per essere processati per omicidio. Orso Seduto non aveva intenzione di farsi umiliare e disse ai Tonkawa che sarebbero stati trasferiti a Fort Richardson, e di avvisare la sua famiglia che ne avrebbero trovato il corpo lungo la strada. Orso Seduto si rifiutò di salire sulla carovana ed i soldati ve lo gettarono di forza. Nascose la testa sotto il tessuto rosso che indossava quale capo del Koitsenko. I soldati credettero che lo facesse per la vergogna, mentre in realtà stava mordendosi i polsi fino alle ossa per liberarsi dalle catene. Iniziò a cantare la propria canzone di morte, e quando ebbe le mani libere pugnalò una delle guardie con un coltello che aveva nascosto nei vestiti, riuscendo a rubargli il fucile. Orso Seduto fu colpito a morte prima che potesse sparare. Il suo corpo fu gettato al bordo della strada e i suoi familiari non lo raccolsero per il timore dell'esercito, nonostante il colonnello Ranald Slidell MacKenzie avesse assicurato alla famiglia la sua protezione. Fu infine sepolto dai militari a Fort Sill.
Durante il processo Orso Bianco avvisò cosa sarebbe potuto succedere se fosse stato impiccato: "Sono un grande capo nel mio popolo. Se mi uccidete sarà come una scintilla nella prateria. Scatenerà un grande fuoco - un terribile fuoco!". Orso Bianco fu dichiarato colpevole di omicidio e condannato a morte. Il giudice Soward ordinò che Orso Bianco "sia preso dallo sceriffo della contea di Jack ed impiccato finché non sarà morto, morto, morto e Dio abbia pietà della sua anima". Lo stesso giudice scrisse però anche al governatore del Texas Edmund Jackson Davis chiedendo la trasformazione della pena in un ergastolo. Il governatore Davis, pressato dai capi della cosiddetta Quaker Peace Policy, decise di modificare la sentenza trasformandola in un ergastolo. Orso Bianco fu liberato dopo due anni di prigione nel penitenziario statale di Huntsville in Texas.

## Rilascio, ricattura e morte a Huntsville

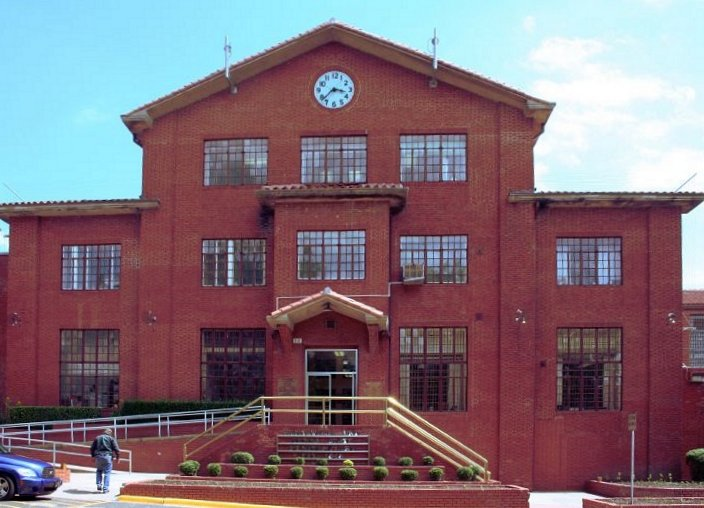
Carcere di Huntsville, dove Orso Bianco fu imprigionato

Dopo una lunga trattativa con gli ufficiali governativi statunitensi, nel 1872 fu concesso a Lupo Solitario (Gui'pago) il permesso di incontrare il proprio amico Orso Bianco ed il giovane Grande Albero a St. Louis, e solo dopo questo incontro, e l'impegno delle Autorità statunitensi a rilasciare Orso Bianco e Grande Albero, Lupo Solitario accettò di recarsi a Washington con alcuni capi Kiowa, Comanche, Cheyenne, Arapaho, Wichita e Delaware per parlare di pace con il Presidente Ulysses Simpson Grant. Dopo che Orso Bianco e Grande Albero furono temporaneamente rilasciati sulla parola, Lupo Solitario guidò una delegazione Kiowa a Washington nel settembre 1872, ed ottenne dal commissario indiano E.P. Smith la promessa che i due prigionieri sarebbero stati liberati. Orso Bianco ed il compagno furono liberati definitivamente solo nel settembre 1873, quando Lupo Solitario aveva chiarito all'agente indiano James M. Haworth che la sua pazienza stava per finire. Poco dopo il rilascio, Orso Bianco, con Lupo Solitario e Cavallo Bianco (Tsen-tainte), fu coinvolto in un attacco ai cacciatori di bisonti e parteciparono alla battaglia di Adobe Walls. I Kiowa negarono che Orso Bianco fosse stato coinvolto nello scontro, dicendo che si limitò ad assistervi. Consegnò la sua lancia di guerra ed altri simboli di comando a uomini più giovani e meno aggressivi. La sua sola presenza in battaglia, tuttavia, violava la libertà condizionata ed il governo ne chiese l'arresto. Si costituì nell'ottobre 1874 e tornò nel carcere di Huntsville. Le guardie dissero che Orso Bianco, obbligato a lavorare sulla strada, avrebbe guardato per ore il tradizionale terreno di caccia del suo popolo, e sembrava scomparire. Nel suo libro History of Texas Clarance Wharton parla dell'imprigionamento di Orso Bianco: "Dopo essere tornato nel penitenziario nel 1874, non vide speranza di fuga. Per un certo tempo lavorò con la palla al piede aiutando a costruire la M.K. & T. Railway. Divenne scontroso e sfiduciato, e sarebbe stato visto per ore a guardare attraverso le sbarre della sua cella verso nord, il territorio di caccia del suo popolo".

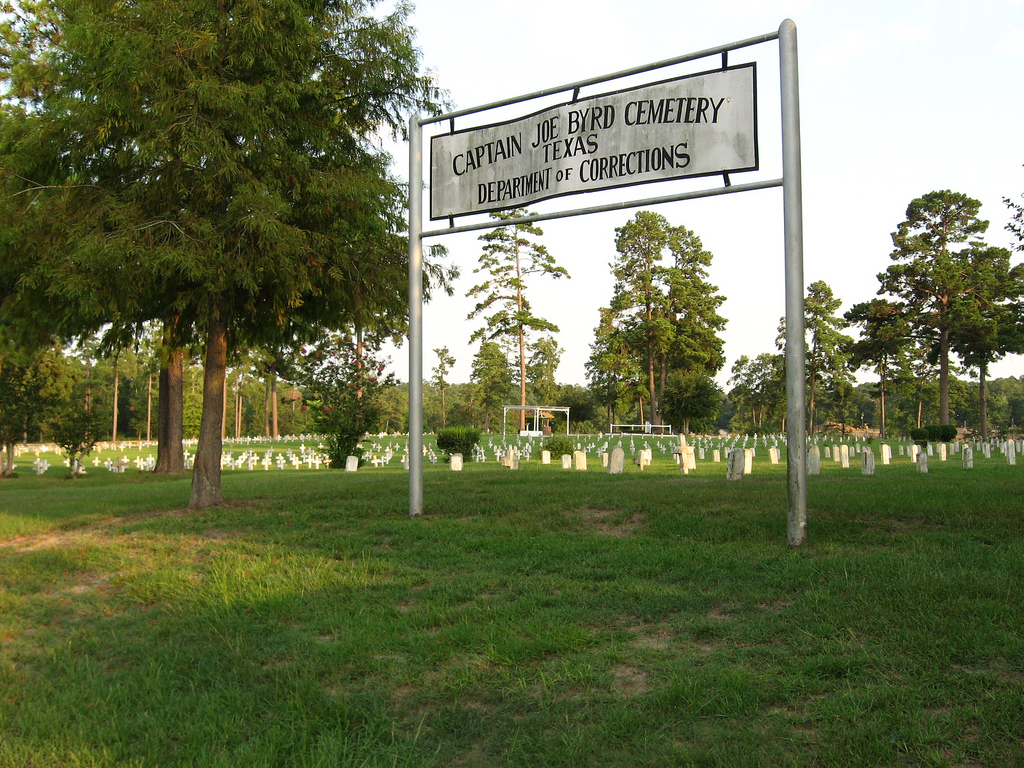
Orso Bianco fu sepolto nel cimitero della prigione, ora chiamato Cimitero del capitano Joe Byrd ad Huntsville, fino al 1963

Orso Bianco decise di non voler passare tutta la vita in prigione e si uccise l'11 ottobre 1878 gettandosi da una finestra dell'ospedale della prigione. Orso Bianco fu inizialmente sepolto nel cimitero della prigione di Huntsville. Nel 1963 il nipote, un artista chiamato James Auchiah, ottenne il permesso di spostare i resti di Orso Bianco a Fort Sill.
Il personaggio di Anatra Blu nel romanzo con cui Larry McMurtry vinse il premio Pulitzer, Lonesome Dove, è basato parzialmente sulla vita e sulla morte di Orso Bianco.
L'attore Rodolfo Acosta interpretò Orso Bianco nel 1959 nel terzo episodio della serie televisiva western intitolata The Rebel con Nick Adams.

## Conclusione
Nel 1963 tramite un atto speciale della legislatura del Texas e del governatore John Connally, i resti di Orso Bianco furono messi in una posizione d'onore a Chief's Knoll nel cimitero di Fort Sill. La restituzione del sacro scudo del sole e dell'arco e frecce a Fort Sill fu resa possibile grazie alla cooperazione con il Phoebe A. Hearst Museum of Anthropology, l'Università della California di Berkeley e la Missouri Historical Society di St. Louis.